# UUCP
UUCP (Unix-to-Unix Copy, lett. copia da Unix a Unix) è una suite di programmi per l'esecuzione di comandi e il trasferimento di file, email e netnews tra computer. Il collegamento tra computer può avvenire tramite diverse modalità tra cui modem, connessione diretta via cavo o connessione IP.
Il comando principale della suite è "uucp" che permette di effettuare la richiesta di trasferimento con una sintassi simile a quella di cp.

## Storia
L'UUCP ha una storia radicata nell'ambito del sistema operativo Unix. Inizialmente, è stato sviluppato per la condivisione tramite la linea telefonica dei codici del sistema operativo Unix e dei programmi scientifici sviluppati in questo ambiente. È importante notare che il termine "UUCP" non si riferisce solo a un programma, ma a un intero insieme di strumenti e protocolli che consentono la comunicazione tra computer Unix.

## Componenti chiave
La suite di programmi UUCP include varie componenti importanti:
- uux: Fornisce un'interfaccia per le esecuzioni remote. Consente di inviare comandi a un computer remoto e ottenere i risultati.
- uucico: Questo è un demone che gestisce il trasferimento dei file tra i sistemi. Si occupa di inviare e ricevere file in modo affidabile.
- uustat: Fornisce statistiche sull'attività recente del sistema UUCP. È utile per il monitoraggio delle comunicazioni.
- uuxqt: Questo componente si occupa dell'esecuzione di comandi richiesti da altre macchine. Può essere utilizzato per automatizzare processi su computer remoti.
- uuname: Fornisce il nome del sistema locale.

## Estensioni a diversi sistemi operativi
Inizialmente concepito per il sistema operativo Unix, UUCP ha successivamente trovato applicazione su altri sistemi operativi. Sono state sviluppate implementazioni di UUCP per sistemi come MS-DOS, openVMS, AmigaOS e Mac OS. Questo ha ampliato la portata del sistema UUCP e ha permesso la comunicazione tra diverse piattaforme.

## Eredità e utilizzo attuale
Nonostante l'evoluzione delle tecnologie di comunicazione, l'eredità di UUCP persiste. Questo sistema di comunicazione è stato uno dei primi a permettere il trasferimento di file e comandi tra computer remoti, aprendo la strada alle reti di computer moderne e all'era dell'informatica connessa.